# Beatrix van Provence

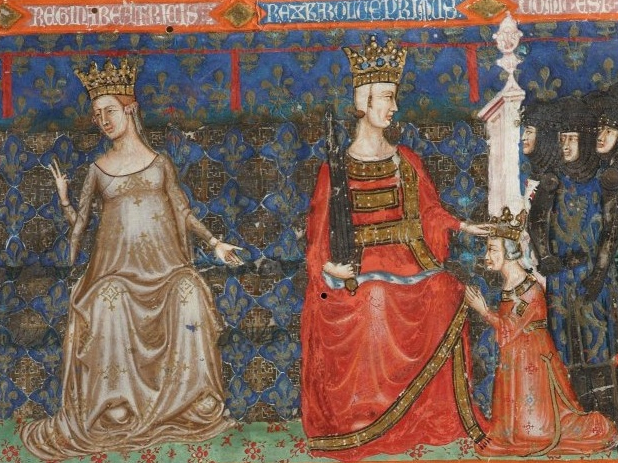
Beatrix van Provence en Karel van Anjou

Beatrix van Provence (1232-34 - Napels, 23 september 1267) was gravin van Provence en door haar huwelijk gravin van Anjou en koningin van Sicilië en Napels. Door haar huwelijk met Karel van Anjou kwam de Provence in het bezit van het Franse koningshuis Capet.

## Biografie
Beatrix van Provence was de jongste dochter van graaf Raymond Berengarius V van Provence en Beatrix van Savoye. Haar drie oudere zusters waren met koningen getrouwd. Margareta van Provence was getrouwd met Lodewijk IX van Frankrijk, Eleonora van Provence met Hendrik III van Engeland en Sancha van Provence met Richard van Cornwall, rooms-Duits koning. Graaf Raymond Berengarius was van mening dat zij door hun grote bruidsschatten geen aanspraak meer konden maken op een erfdeel en benoemde zijn nog ongetrouwde dochter Beatrix tot zijn enige erfgenaam.
Na de dood van haar vader in 1245 dongen veel vorsten naar haar hand om zo de rijke Provence aan hun territorium te kunnen toevoegen. Paus Innocentius IV wilde zijn banden met Frankrijk verstevigen en zette zich ervoor in om een huwelijk met een zoon van de koning van Castilië of keizer Frederik II van Duitsland te voorkomen. Beatrix van Provence trouwde uiteindelijk op 31 januari 1246 in Lyon met Karel van Anjou, een jongere broer van koning Lodewijk IX van Frankrijk. Het huwelijk werd door Innocentius IV persoonlijk ingezegend. Door dit huwelijk kwam heel Zuid-Frankrijk in handen van het koningshuis Capet, dat enkele jaren eerder ook al de Languedoc in bezit had gekregen.
De jaren na het huwelijk werden gekenmerkt door politieke, juridische en familietwisten. Niet alle adellijken en steden in de Provence waren direct bereid hun trouw aan Beatrix en Karel uit te spreken; onder andere de belangrijke steden Marseille, Aix en Arles weigerden dit. Het besluit van Raymond Berengarius om Beatrix van Provence tot zijn enige erfgenaam te benoemen had kwaad bloed gezet bij haar oudere zusters en hun koninklijke echtgenoten. Haar moeder, Beatrix van Savoye, claimde gedurende haar leven aanspraak te kunnen maken op het vruchtgebruik van het graafschap Provence. Pas in 1256 kwam door bemiddeling van Lodewijk IX een eind aan de juridische geschillen.
In 1248 vergezelde Beatrix van Provence haar man en haar zwager Lodewijk IX op kruistocht. Zij beviel op weg naar Palestina op Cyprus van haar eerste kind, dat echter na enkele dagen stierf. Uiteindelijk werd zij net als haar zusters koningin-gemaal. In 1265 kreeg Karel van Anjou door de paus het koninkrijk Napels en Sicilië aangeboden. Op 6 januari 1266 werd hij de in de Sint Pieter in Rome gekroond. Beatrix van Provence stierf een jaar later.
De Franse troubadour en componist Adam de la Halle heeft liederen gemaakt over Beatrix van Provence en Karel van Anjou. Hierin schetst hij het hoofse beeld dat Karel haar uit handen van buitenlandse prinsen had weten te bevrijden en dat hij de koningskroon van Napels en Sicilië had veroverd zodat Beatrix niet voor haar koninklijke zusters hoefde onder te doen.

## Kinderen
Beatrix van Provence en Karel van Anjou hadden de volgende kinderen:
- Lodewijk van Anjou, 1248
- Blanche van Anjou, 1250/52 - voor 10 januari 1270; getrouwd met Robrecht III van Vlaanderen
- Karel van Anjou, 1252/54 - 6 mei 1309; koning van Napels en Sicilië, getrouwd met Maria van Hongarije
- Philip van Anjou, 1255/56 - 1 januari 1277; getrouwd met Isabelle de Villehardouin
- Beatrix van Anjou, ? - 1275; getrouwd met Filips I van Courtenay, keizer van Constantinopel
- Robert van Anjou, 1258 -1265
- Isabelle van Anjou, ? - 1303; getrouwd met Ladislaus IV van Hongarije.

## Voorouders
| Voorouders van Beatrix van Savoye | Voorouders van Beatrix van Savoye                                               | Voorouders van Beatrix van Savoye                                               | Voorouders van Beatrix van Savoye                                               | Voorouders van Beatrix van Savoye                                               | Voorouders van Beatrix van Savoye                                               | Voorouders van Beatrix van Savoye                                               | Voorouders van Beatrix van Savoye                                               | Voorouders van Beatrix van Savoye                                               |
| --------------------------------- | ------------------------------------------------------------------------------- | ------------------------------------------------------------------------------- | ------------------------------------------------------------------------------- | ------------------------------------------------------------------------------- | ------------------------------------------------------------------------------- | ------------------------------------------------------------------------------- | ------------------------------------------------------------------------------- | ------------------------------------------------------------------------------- |
| Overgrootouders                   | Humbert III van Savoye (1136-1189) ∞ Beatrix van Mâcon (-)                      | Humbert III van Savoye (1136-1189) ∞ Beatrix van Mâcon (-)                      | Willem I van Genève (1132-11) ∞ Beatrix van Foucigny (-)                        | Willem I van Genève (1132-11) ∞ Beatrix van Foucigny (-)                        | Alfons II van Provence (1180-1209) ∞ 1193 Gersindis van Forcalquier (1180-1242) | Alfons II van Provence (1180-1209) ∞ 1193 Gersindis van Forcalquier (1180-1242) | Thomas I van Savoye (1180-95) ∞ 1196 Beatrix van Genève (-1252)                 | Thomas I van Savoye (1180-95) ∞ 1196 Beatrix van Genève (-1252)                 |
| Grootouders                       | Alfons II van Provence (1180-1209) ∞ 1193 Gersindis van Forcalquier (1180-1242) | Alfons II van Provence (1180-1209) ∞ 1193 Gersindis van Forcalquier (1180-1242) | Alfons II van Provence (1180-1209) ∞ 1193 Gersindis van Forcalquier (1180-1242) | Alfons II van Provence (1180-1209) ∞ 1193 Gersindis van Forcalquier (1180-1242) | Thomas I van Savoye (1180-95) ∞ 1196 Beatrix van Genève (-1252)                 | Thomas I van Savoye (1180-95) ∞ 1196 Beatrix van Genève (-1252)                 | Thomas I van Savoye (1180-95) ∞ 1196 Beatrix van Genève (-1252)                 | Thomas I van Savoye (1180-95) ∞ 1196 Beatrix van Genève (-1252)                 |
| Ouders                            | Raymond Berengarius V van Provence (1198-1245) ∞ Beatrix van Savoye (1205-1266) | Raymond Berengarius V van Provence (1198-1245) ∞ Beatrix van Savoye (1205-1266) | Raymond Berengarius V van Provence (1198-1245) ∞ Beatrix van Savoye (1205-1266) | Raymond Berengarius V van Provence (1198-1245) ∞ Beatrix van Savoye (1205-1266) | Raymond Berengarius V van Provence (1198-1245) ∞ Beatrix van Savoye (1205-1266) | Raymond Berengarius V van Provence (1198-1245) ∞ Beatrix van Savoye (1205-1266) | Raymond Berengarius V van Provence (1198-1245) ∞ Beatrix van Savoye (1205-1266) | Raymond Berengarius V van Provence (1198-1245) ∞ Beatrix van Savoye (1205-1266) |

- Gemeinsame Normdatei: 133550575
- International Standard Name Identifier: 0000 0003 7481 3031
- Library of Congress Control Number: n2006073794
- Nederlandse Thesaurus van Auteursnamen: 304932515
- Virtual International Authority File: 121599283
- WorldCat: E39PBJpTYrkg4tjBRdWCKPm68C